# Jeep Wrangler
Le Jeep Wrangler, également connue sous les appellations YJ, TJ, JK, JL et J8 pour sa version militaire, est une automobile tout-terrain à quatre roues motrices, produite par le constructeur automobile américain Jeep, a plus d'un million d'exemplaires toutes générations confondues.
Il est le successeur de la célèbre automobile de la Seconde Guerre mondiale Willys MB des années 1940 par l'intermédiaire de la Jeep CJ destinée aux civils. La Wrangler a fait ses débuts en 1987, a été revisité en 1997, à nouveau en 2007 et en 2018. De nos jours, le Jeep Wrangler est toujours produit par le propriétaire actuel de la marque, Fiat.
Les différentes versions du Wrangler ont des caractéristiques communes et essentielles, elles utilisent pour la mécanique, deux ponts rigides ainsi qu'une boîte de transfert pour la réduction de la transmission. Et pour l'esthétique, un toit dur démontable avec la possibilité de mettre une bâche en option, un pare-brise rabattable ainsi que toutes les portes démontables.

## Première génération (YJ: 1987 -1995)

### Production et évolutions
Bien qu'introduit en 1986 (sous le contrôle de Renault) et en 1987 (la première année modèle) sous la nouvelle propriété de Chrysler, le Wrangler de première génération avait été développé par American Motors Corporation (AMC) la production sous le nom Jeep YJ et Jeep Wrangler débute en 1987 par AMC racheté par Chrysler cette même année. Issue du savoir-faire acquis lors de la coopération de Renault et AMC pour la conception des CJ7 et des Cherokee, cette première version du Wrangler succède au CJ à succès.
Le Jeep YJ, vendu comme le Wrangler, a remplacé le bien-aimé Jeep CJ en 1986 et a été construit en Brampton, Ontario, Canada, jusqu'à la fermeture de l'usine le 23 Avril 1992. La production a ensuite été transférée à Toledo, Ohio, en utilisant la même usine qui a produit les Jeeps Willys pendant la Seconde Guerre mondiale. 

La particularité de ce modèle est la présence de phares rectangulaires, Jeep voulant lui donner un design plus moderne. Cette audace fut mal acceptée par les adeptes de la marque, et Jeep revint aux phares ronds dès la gamme suivante de Wrangler.

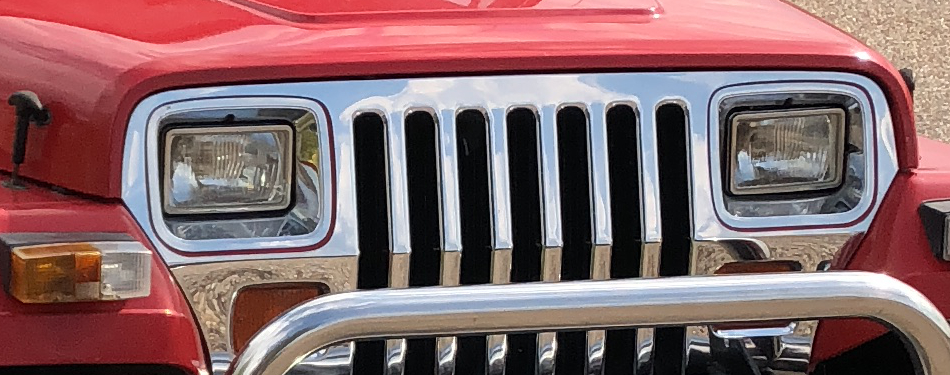
Calandre typique du Wrangler YJ

Beaucoup d'éléments du CJ restent présents, comme une caisse indépendante, un châssis commun, une transmission 4 roues motrices non permanente, des essieux rigides sur suspension à lames (avant et arrière), exactement comme le CJ. Les évolutions se situant plutôt sur un empattement plus large, une garde au sol plus faible, des barres de guidage et les barres stabilisatrices, et un corps galvanisé. Ceci afin d'améliorer la maniabilité et le confort.
Aussi, le YJ est si ressemblant au CJ, que les propriétaires de CJ vont échanger les pièces rouillées ou usées avec les YJ. 632 231 Wrangler YJ ont été produits jusqu'en 1997, année de son renouvellement.
Il bénéficie de quelques améliorations en 1992, où arrivent notamment un arceau de sécurité cube/carré permettant l'installation de ceintures de sécurité 3 points à l'arrière, ainsi qu'un choix de motorisations supplémentaires.

### Sites de production
Brampton Plan Assembly  (Ontario, Canada) 1986 -1992
L'usine d'assemblage de Brampton est une usine automobile de Stellantis Canada située au 2000 Williams Parkway East Brampton, Ontario, Canada. Construite à l'origine par American Motors Corporation (AMC) pour 260 millions de dollars américains, dans l'ancienne région de Bramalea à Brampton, l'usine de fabrication a été spécialement conçue pour la construction de l'Eagle Premier. Depuis lors, son rôle a été principalement d'assembler des produits Chrysler de taille normale.
Il a été ouvert à l'origine sous le nom de "Bramalea Assembly" sous American Motors. À l'époque, AMC avait une autre installation connue sous le nom de "Brampton Assembly" qui était située à Kennedy Road/Steeles Avenue à Brampton. Il avait été construit et exploité de 1961 à 1992 sous la direction d'American Motors et plus tard de Chrysler, assemblant des véhicules American Motors et Jeep. Le nouvel assemblage Bramalea a été rebaptisé Brampton Assembly sous Chrysler après la fermeture de l'ancienne usine en 1992 et vendue pour une utilisation en entrepôt.
Toledo Plan Assembly complex  (Ontario, États-Unis) 1992-1995
Le complexe d'assemblage de Tolède est un complexe d'usine automobile de 3 640 000 pieds carrés (33 000 m2) situé à Toledo, Ohio. Maintenant détenues par Stellantis North America, des sections de l'installation fonctionnent comme une usine d'assemblage automobile depuis 1910, à l'origine pour Willys-Overland. Le complexe de Toledo assemble des Jeeps depuis les années 1940 et comprend deux usines : Toledo North et Toledo South, qui comprennent elle-même l'usine Stickney et l'annexe Parkway.

### Motorisation
Le Wrangler YJ est disponible avec plusieurs motorisations essence en fonction des années:
| Phase             | Constructeur | Type               | Nombre de cylindres | Cylindrée (cm3) | Alimentation                                  | Puissance (ch SAE à 5 000 tr/min) | Couple (N m SAE à 3 500 tr/min) |
| ----------------- | ------------ | ------------------ | ------------------- | --------------- | --------------------------------------------- | --------------------------------- | ------------------------------- |
| Phase 1 1987-1990 | AMC          | L4-150 OHV         | 4 en ligne          | 2464            | Injection mono-point TBI (en)                 | 117                               | 185                             |
| Phase 1 1987-1990 | AMC          | L6-258 OHV         | 6 en ligne          | 4229            | Carburateur double corps                      | 112                               | 284                             |
| Phase 2 1991-1996 | Chrysler     | L4-150 OHV         | 4 en ligne          | 2464            | Injection multi-points MPI (en)               | 123                               | 188                             |
| Phase 2 1991-1996 | Chrysler     | L6-242 High Output | 6 en ligne          | 3996            | Injection indirecte multi-points séquentielle | 190                               | 298                             |

### Transmission
Plusieurs transmissions sont disponibles pour la boîte de vitesses ainsi que pour la boite de transfert (boite de réduction).

#### Boites de vitesses
| Années    | Constructeur      | Nom    | Type        | Nombre de rapports |
| --------- | ----------------- | ------ | ----------- | ------------------ |
| 1987-1990 | Aisin Warner (en) | AX4    | manuelle    | 4                  |
| 1987-1990 | Peugeot           | BA10/5 | manuelle    | 5                  |
| 1987-1996 | Aisin Warner (en) | AX5    | manuelle    | 5                  |
| 1987-1996 | Aisin Warner (en) | AX15   | manuelle    | 5                  |
| 1987-1996 | Chrysler          | TF999  | automatique | 3                  |

#### Boites de transfert
| Années    | Constructeur     | Nom        | Type         | Nombre de rapports |
| --------- | ---------------- | ---------- | ------------ | ------------------ |
| 1987      | New Process (en) | Model 207  | Command-Trac | 2                  |
| 1987-1996 | New Process (en) | Model 231J | Command-Trac | 2                  |

### Finitions

#### Finitions par années de production marché US (sources Brochures Jeep Book de 1986 à 1995)
- 1986 -1987 : Wrangler Base, Wrangler Laredo
- 1988 : Wrangler Base, Wrangler Sahara,Wrangler Laredo
- 1989 : Wrangler, Wrangler Base,Wrangler Islander,Wrangler Sahara, Wrangler Laredo
- 1990 : Wrangler, Wrangler Base,Wrangler Islander,Wrangler Sahara, Wrangler Laredo
- 1991 : Wrangler, Wrangler Base,Wrangler Islander,Wrangler Sahara, Wrangler Renegade
- 1992 : Wrangler, Wrangler Base,Wrangler Islander,Wrangler Sahara, Wrangler Renegade
- 1993 : Wrangler, Wrangler Base,Wrangler Sport,Wrangler Sahara, Wrangler Renegade
- 1994: Wrangler S, Wrangler SE,Wrangler Sahara
- 1995 : Wrangler S, Wrangler SE,Wrangler Rio Grande edition,Wrangler Sport, Wrangler Sahara

##### 1986 -1987
Coloris extérieur carrosserie :  (série */ option**)
- Wrangler Base : Olympic White*, Classic Black*, Beige*, Colorado Red*, Sun Yellow*, Mist Silver Metallic**, Autumn Brown Metallic**, Medium Blue Metallic**, Dark Blue Metallic**, Mocha Brown Metallic**, Garnet Metallic**.
- Wrangler Laredo:  Olympic White*, Classic Black*, Mist Silver Metallic**,Mocha Brown Metallic**,Garnet Metallic**.
Coloris extérieur Hard Top et Soft Top :
- Wrangler Base : Soft Top de série en coloris Black, White, Honey. Hard Top en option sur la version Wrangler Base.
- Wrangler Laredo:  Hard Top des séries en coloris Black, White, Honey.
Coloris intérieur sellerie :
- Wrangler Base : Jeep Denim Vinyl Black ou Honey. Moquette avant et arrière en option.
- Wrangler Laredo:  Buffalo Grain Vinyl Black ou Honey.
Décors extérieur:
- Wrangler Base : Dans l'option Sport Décor Group, trois bandes coloris dégradé Silver (Light silver/Med silver/Dark silver) ou Tan (Light Tan/ Med Tan Dark Tan partie basse latérale côtés carrosserie et sur capot, lettres Wrangler sur capot (2 "Wrangler" hood names,1 3-color Hood decal (large),2 Jeep decals,1 Set 3-color lower body stripes (left),1 Set 3-color lower body stripes (right),1 Set 3-color lower body stripes (rear).
- Wrangler Laredo:  Décor Laredo, deux bandes coloris dégradé Silver ou Tan en partie basse latérale, arrière, ailes avant, côtés carrosserie et capot.(2 Cowl Stripes,1 Hood Stripe,2 Front Wheelwell Stripes, 2 Lower Body Stripes (w/Laredo),2 Rear Wheelwell Stripes, 2 Rear Bed Stripes,2 Upper Side Pinstriping).
Jantes:
- Wrangler Base : 15"x7" acier coloris White. Jantes 15"x7" sport Aluminium en Option.
- Wrangler Laredo:  15"x7" Sport Aluminium.
Equipements de série et Optionnels:
Wrangler Base: série
Allume-cigare avec cendrier, Tapis de sol avant,  tableau de bord avec T° huile, Voltmètre,T°liquide refroidissement, compteur journalier, jauge carburant, horloge, tachymètre, indicateurs de direction, indicateur ceinture de sécurité ,indicateur quatre roues motrices, indicateurs phares, rétroviseur jour/nuit 8,5", tableau de bord et pare soleil rembourrés, barre d'assistance passager sur tableau de bord, revêtement rembourré sur arceau de sécurité et barres latérales d'arceau avant, sièges avant dossier haut, banquette arrière rabattable, volant Soft-feel sport, pare-chocs avant noir, bumperettes arrière noires, extensions d'ailes, éclairage avant halogène, rétroviseur extérieur côté conducteur, hayon arrière intégrant porte roue de secours, Soft Top avec demie porte, haut de portes avec fenêtres souple, pare-brise teinté, disques de frein avant, tambours de frein arrière , protection de réservoir carburant, chauffage et dégivrage, barre stabilisatrice avant, colonne de direction à absorption d'énergie et antivol, pneus P215/75R15 Goodyear Wrangler RBL radial, Track bar avant et arrière , cric de type bouteille avec accessoires cric, boite de transfert avec deux vitesses manuelle avec 2.62:1low range, essuies glace électrique deux vitesses, revêtement de protection châssis, moteur 4 cylindres 2,5 L avec injection électronique. Transmission manuelle 5 vitesses. Pont avant Dana 30, pont arrière Dana 35 C, suspensions a lame avant et arrière, barre stabilisatrice, track bar, amortisseur de direction.
Wrangler Base: options
Air conditionné (requît direction assistée et moteur 6 cylindres) ,marche pieds latéraux, moquette avant et arrière, console centrale, Convenience Group (lampe de courtoisie avec interrupteurs de porte, éclairage compartiment moteur, essuie-glace intermittent, boite à gants), package isolation Hard Top, tapis de sol, volant cuir, vitre teinté Hard top ton gris ou Bronze, Hard Top avec portes haute, peinture métallisée, Sport décor Group (inclus: AM/FM radio, bande de décor spécial extérieur caisse et capot, pneus P215/75R15 OWL, roue de secours avec antivol, convenience group), extensions latérales pare-chocs avant avec crochets, heavy duty Batterie(56-452 cold crank amp), régulateur de vitesse (requit moteur 6 cylindre, boite automatique et colonne de direction a volant inclinable), barre de traction, dégivrage arrière sur Hard Top, moteur 6 cylindre 4,2 litres, antibrouillards, alternateur heavy duty 78 amp, heavy duty cooling (seulement sur 6 cylindres), rétroviseur extérieur côté passager (requit option Hard Top), Off road Package (amortisseurs à gaz haute pression avant et arrière, pneus P215/75R15 OWL), direction assistée, différenciée de blocage de voies arrière,  pneus P225/75R15 OWL, réservoir à carburant 20 gallon, transmission automatique trois vitesses avec sélecteur sur colonne de direction (6 cylindres seulement), AM/FM radio monoral deux haut-parleurs, AM/FM radio stéréo deux haut-parleurs, AM/FM radio stéréo cassette deux haut-parleurs.
Wrangler Laredo: série
Allume cigare, Tapis de sol avant, console centrale, moquette avant et arrière, panneaux de porte avant garniture moquette en partie basse et range carte, tableau  bord avec T° huile, Voltmètre, T°liquide refroidissement, compteur journalier, jauge carburant, horloge, tachymètre, indicateurs de direction, indicateur ceinture de sécurité ,indicateur quatre roues motrices, indicateurs phares, rétroviseur jour/nuit 8,5", tableau de bord et pare soleil rembourrés, barre d'assistance passager sur tableau de bord, revêtement rembourré sur arceau de sécurité et barres latérales d'arceau avant, sièges avant dossier haut, banquette arrière rabattable, volant garniture cuir, pare-chocs avant chromé avec extensions et crochets, bumperettes arrière chromé, extensions d'ailes coloris carrosserie avec marche pieds latéraux, grille de calandre chromée, éclairage avant halogène, rétroviseur extérieur côté conducteur et passager, hayon arrière intégrant porte roue de secours, Hard Top  avec portes haute incluant vitre teintées ton de gris ou Bronze, Convenience Group (lampe de courtoisie avec interrupteurs de porte, éclairage compartiment moteur, essuie-glace intermittent, boite à gants), pare-brise teinté, disques de frein avant, tambours de frein arrière , protection de réservoir carburant, chauffage et dégivrage, barre stabilisatrice avant, colonne de direction à absorption d'énergie et antivol, pneus P215/75R15 Goodyear Wrangler RBL radial,Track bar avant et arrière , cric de type bouteille avec accessoires cric, boite de transfert avec deux vitesses manuelle avec 2.62:1low range, essuies glace électrique intermittent , revêtement de protection châssis, moteur 4 cylindres 2,5 L avec injection électronique. Transmission manuelle 5 vitesses, marche pieds latéraux, Convenience Group (lampe de courtoisie avec interrupteurs de porte, éclairage compartiment moteur, essuie-glace intermittent, boite à gants), package isolation Hard Top,AM/FM radio monoral deux haut-parleurs, jantes 15"x7" Sport Aluminium, pont avant Dana 30, pont arrière Dana 35 C, suspensions a lame avant et arrière, barre stabilisatrice, track bar, amortisseur de direction.
Wrangler Laredo: options
Air conditionné (requît direction assistée et moteur 6 cylindres) , peinture métallisée, heavy duty Batterie(56-452 cold crank amp), régulateur de vitesse (requit moteur 6 cylindre, boite automatique et colonne de direction a volant inclinable), barre de traction, dégivrage arrière sur Hard Top, moteur 6 cylindre 4,2 litres, antibrouillards, alternateur heavy duty 78 amp, heavy duty cooling (seulement sur 6 cylindres), , Off road Package (amortisseurs à gaz haute pression avant et arrière, pneus P215/75R15 OWL), direction assistée, différenciée de blocage de voies arrière,  pneus P225/75R15 OWL, réservoir à carburant 20 gallon, transmission automatique trois vitesses avec sélecteur sur colonne de direction (6 cylindres seulement),AM/FM radio stéréo deux haut-parleurs,AM/FM radio stereo cassette deux haut-parleurs.

##### 1988
Coloris extérieur carrosserie :  (série */ option**)
- Wrangler Base : Pearl White*, Classic Black*, Colorado Red*, Sand dune Yellow*, Coffee*,Silver Metallic**,Spinnaker Blue Metallic**,Vivid Red Metallic**,Khaki Metallic**.
- Wrangler Laredo:  Pearl White*, Classic Black*, Colorado Red*,Sand dune Yellow*, Coffee*,Silver Metallic**,Spinnaker Blue Metallic**,Vivid Red Metallic**,Khaki Metallic**.
- Wrangler Sahara: Coffee*,Khaki Metallic*.
Coloris extérieur Hard Top et Soft Top :
- Wrangler Base : Soft Top de série en coloris Black,Charcoal, Tan.Hard Top en option sur la version Wrangler Base.
- Wrangler Laredo:  Hard Top des séries en coloris Black, Charcoal, Tan. Hard Top série sur Laredo, option sur Sahara.
- Wrangler Sahara: Soft Top Khaki.
Coloris intérieur sellerie :
- Wrangler Base : Jeep Denim Vinyl Charcoal, Tan. Moquette avant et arrière en option.
- Wrangler Laredo:  Tissus Trailcloth Charcoal, Tan.Moquettes meme coloris.
- Wrangler Sahara:  Tissus Trailcloth Khaki.Moquettes meme coloris.
Décors extérieur:
- Wrangler Base : Dans l'option Sport Décor Group, trois bandes coloris dégradé Silver ou Tan en partie basse latérale côtés carrosserie et sur capot, lettres Wrangler sur capot (2 "Wrangler" hood names,1 3-color Hood decal (large),2 Jeep decals,1 Set 3-color lower body stripes (left),1 Set 3-color lower body stripes (right),1 Set 3-color lower body stripes (rear).
- Wrangler Laredo:  Décor Laredo, deux bandes coloris dégradé Silver(Light Silver/ Dark Silver) ou Brown (Light Brown /Dark Brown) en partie basse latérale, arrière, ailles avant , côtés carrosserie et capot.(2 Cowl Stripes,1 Hood Stripe,2 Front Wheelwell Stripes, 2 Lower Body Stripes (w/Laredo),2 Rear Wheelwell Stripes, 2 Rear Bed Stripes,2 Upper Side Pinstriping).
- Wrangler Sahara:  Décor Sahara spécifique, Yellow /Red (2 Front Fender Front Stripes, 2 Front Fender Rear Stripes,2 Body Side Stripes,2 Body Side Rear Stripes, 2 "Sahara Edition" Fender Decals,1 Front Fender Small "Sahara Edition" Decal, 2 "Jeep" Fender Names.
Jantes:
- Wrangler Base : 15"x7" acier coloris White. Jantes 15"x7" sport Aluminium en Option.
- Wrangler Laredo:  15"x7" Sport Aluminium.
- Wrangler Sahara:  15"x7" acier coloris Khaki.

Equipements de série et Optionnels:
Wrangler Base: série
Alternateur 56 amp, Pont avant Dana 30 ratio 4.11:1 avec moteur 4 cylindres, ratio 3.08:1 avec moteur 6 cylindres, Pont avant Dana 35 C ratio 4.11:1 avec moteur 4 cylindres, ratio 3.08:1 avec moteur 6 cylindres, batterie Cold crank amp, frein à disque avant, freins tambours arrière, moteur 4 cylindres 2,5 L, réservoir carburant 15 gallon, plaque de protection, suspensions à lame avant et arrière, barre stabilisatrice, track bar, amortisseur de direction, pneus polyspare P215/75D15 avec roues 15"×6" black ou 15"×7" coloris White, cric de type bouteille avec accessoires dans compartiment moteur, boite de transfert NP 231, boite de vitesses manuelle 5 rapports, protection sous châssis, essuie-glace électrique 2 vitesses, pare-chocs avant noir, bumperettes arrière noires, extensions d'ailes avant et arrière noires, éclairage avant halogène, rétroviseur extérieur conducteur, couvre roue de secours, hayon arrière intégrant porte roue de secours, Soft Top avec demies porte et fenêtre amovibles, pare-brise teinté, tapis de sol avant, chauffage et dégivrage, tableau de bord avec température d'huile, voltmètre, température du liquide refroidissement, compteur journalier, jauge carburant, horloge, tachymètre, indicateurs de direction, indicateur ceinture de sécurité, indicateur quatre roues motrices, indicateurs phares, rétroviseur jour/nuit 8,5", revêtement rembourré sur arceau de sécurité et barres latérales d'arceau avant, sièges avant dossier haut, banquette arrière rabattable, volant Soft-feel sport, barre d'assistance passager sur tableau de bord, revêtement rembourré sur arceau de sécurité et barres latérales d'arceau avant, allume cigare et cendrier.
Wrangler Base : options
Air conditionné (requît direction assistée et moteur 6 cylindres), Alternateur Heavy Duty 78 mp, Batterie heavy Duty, Cold climate Group (alternateur et batterie heavy duty, régulateur de vitesse (requit moteur 6 cylindres et boite automatique), barre de traction up to 2000 lbs, moteur 6 cylindres 4,2 L, réservoir de carburant 20 Gallon, direction assistée, lame de suspension Heavy Duty avant et arrière, Off Road Package (amortisseurs à gaz Heavy Duty et pneus P225/75R, pneus P215/75R15 OWL, blocage de différentiel arrière, boite de vitesses automatique trois vitesses (requit moteur 6 cylindres et direction assistée), Jantes 15"×7" sport Aluminium, marche pieds latéraux, extensions de pare-chocs avant avec crochets, antibrouillards halogène, vitres teintées sur Hard Top gris ou Bronze, rétroviseur extérieur côté passager (avec option Hard Top), peinture métallisée, Sport Décor Group (inclus marche pied latéraux, porte carte dans les portes avant, trois bandes coloris dégradé Silver ou Tan en partie basse latérale côtés carrosserie et sur capot, lettres Wrangler sur capot, pneus P215/75R15 OWL), Hard Top avec portes haute (Black, Tan ou Charcoal), console centrale, package isolation Hard Top, moquette avant et arrière, dégivrage arrière avec l'option Hard Top, Autoradio AM/FM stéréo deux haut-parleurs, Autoradio AM/FM cassette Dolby stéréo deux haut-parleurs, volant cuir, volant inclinable incluant essuie-glace intermittent.
Wrangler Sahara: série
Alternateur 56 amp, Pont avant Dana 30 ratio 4.11:1 avec moteur 4 cylindres, ratio 3.08:1 avec moteur 6 cylindres,Pont avant Dana 35 C ratio 4.11:1 avec moteur 4 cylindres, ratio 3.08:1 avec moteur 6 cylindres, batterie Cold crank amp, frein à disque avant, freins tambours arrière, moteur 4 cylindres 2,5 L, réservoir carburant 15 gallon, plaque de protection, suspensions à lame avant et arrière, barre stabilisatrice, track bar, amortisseur de direction, pneus polyspare P215/75D15 avec roues  15"×7" coloris khaki, cric de type bouteille avec accessoires dans compartiment moteur, boite de transfert NP 231, boite de vitesses manuelle 5 rapports, protection sous châssis, essuie-glace électrique 2 vitesses, pare-chocs avant noir avec crochets, bumperettes arrière noires, extensions d'ailes avant et arrière couleur carrosserie avec marche pied, éclairage avant halogène, rétroviseur extérieur conducteur et passager (option HT), couvre roue de secours, hayon arrière intégrant porte roue de secours, Soft Top avec demies porte et fenêtre amovibles, pare-brise teinté, tapis de sol avant, chauffage et dégivrage, tableau de bord avec température d'huile, voltmètre, température du liquide refroidissement, compteur journalier, jauge carburant, horloge, tachymètre, indicateurs de direction, indicateur ceinture de sécurité, indicateur quatre roues motrices, indicateurs phares, rétroviseur jour/nuit 8,5", revêtement rembourré sur arceau de sécurité et barres latérales d'arceau avant, sièges avant dossier haut, banquette arrière rabattable, volant Soft-feel sport, barre d'assistance passager sur tableau de bord, revêtement rembourré sur arceau de sécurité et barres latérales d'arceau avant, amortisseurs à gaz, antibrouillards halogène, peinture métallisée, console centrale, couvre roue de secours arrière avec logo Sahara, Convenience Group (lampe de courtoisie avec interrupteurs de porte, éclairage compartiment moteur, essuie-glace intermittent, boite à gants), panneaux de porte avant spécifique avec moquette en partie basse et porte carte, Hard Top, moquette avant arrière y compris hayon, allume cigare et cendrier, Autoradio AM/FM stéréo deux haut-parleurs, volant cuir, volant inclinable incluant essuie-glace intermittent.
Wrangler Sahara: options
Air conditionné (requît direction assistée et moteur 6 cylindres), Alternateur Heavy Duty 78 mp, Batterie heavy Duty, Cold climate Group (Alternateur et batterie heavy duty, régulateur de vitesse (requit moteur 6 cylindres et boite automatique), barre de traction up to 2000 lbs, moteur 6 cylindres 4,2 L, réservoir de carburant 20 Gallon, direction assistée, pneus P215/75R15 OWL, blocage de différentiel arrière, boite de vitesses automatique trois vitesses (requit moteur 6 cylindres et direction assistée), Jantes 15"×7" sport Aluminium, vitres teintées sur Hard Top gris ou Bronze, rétroviseur extérieur côté passager (avec option Hard Top), Hard Top avec portes haute (Tan), package isolation Hard Top, dégivrage arrière avec l'option Hard Top, Autoradio AM/FM cassette Dolby stéréo deux haut-parleurs, volant cuir, volant inclinable incluant essuie-glace intermittent.
Wrangler Laredo : série
Alternateur 56 amp, Pont avant Dana 30 ratio 4.11:1 avec moteur 4 cylindres, ratio 3.08:1 avec moteur 6 cylindres,Pont avant Dana 35 C ratio 4.11:1 avec moteur 4 cylindres, ratio 3.08:1 avec moteur 6 cylindres, batterie Cold crank amp, frein à disque avant, freins tambours arrière, moteur 4 cylindres 2,5 L, réservoir carburant 15 gallon, plaque de protection, suspensions a lame avant et arrière, barre stabilisatrice, track bar, amortisseur de direction, pneus polyspare P215/75D15 avec roues 15"×7", cric de type bouteille avec accessoires dans compartiment moteur, boite de transfert NP 231, boite de vitesses manuelle 5 rapports, protection sous châssis, essuie-glace électrique intermittents, pare-chocs avant chromé avec crochets, bumperettes arrière chromé, extensions d'ailes avant et arrière couleur carrosserie avec marche pied, éclairage avant halogène, rétroviseur extérieur conducteur et passager, hayon arrière intégrant porte roue de secours, Hard Top avec portes haute,, pare-brise teinté, tapis de sol avant, chauffage et dégivrage, tableau de bord avec température d'huile, Voltmètre, température du liquide refroidissement, compteur journalier, jauge carburant, horloge, tachymètre, indicateurs de direction, indicateur ceinture de sécurité, indicateur quatre roues motrices, indicateurs phares, rétroviseur jour/nuit 8,5", revêtement rembourré sur arceau de sécurité et barres latérales d'arceau avant, sièges avant dossier haut, banquette arrière rabattable, volant cuir, barre d'assistance passager sur tableau de bord, revêtement rembourré sur arceau de sécurité et barres latérales d'arceau avant, antibrouillards halogène, peinture métallisée, console centrale, Convenience Group (lampe de courtoisie avec interrupteurs de porte, éclairage compartiment moteur, essuie-glace intermittent, boite à gants), panneaux de porte avant spécifique avec moquette en partie basse et porte carte, moquette avant arrière y compris hayon, allume cigare et cendrier, Autoradio AM/FM stéréo deux haut-parleurs, volant cuir.
Wrangler Laredo : options
Air conditionné (requît direction assistée et moteur 6 cylindres), Alternateur Heavy Duty 78 mp, Batterie heavy Duty, Cold climate Group (Alternateur et batterie heavy duty, régulateur de vitesse (requit moteur 6 cylindres et boite automatique), barre de traction up to 2000 lbs, moteur 6 cylindres 4,2 L, réservoir de carburant 20 Gallon, direction assistée, pneus P215/75R15 OWL, Off Road Package (amortisseurs à gaz Heavy Duty et pneus P225/75R, pneus P225/75R15 OWL de différentiel arrière, boite de vitesses automatique trois vitesses (requit moteur 6 cylindres et direction assistée), antibrouillards halogène, peinture métallisée, dégivrage arrière avec l'option Hard Top, Autoradio AM/FM cassette Dolby stéréo deux haut-parleurs, volant inclinable incluant essuie-glace intermittent.

## Seconde génération (TJ : 1997 - 2006)

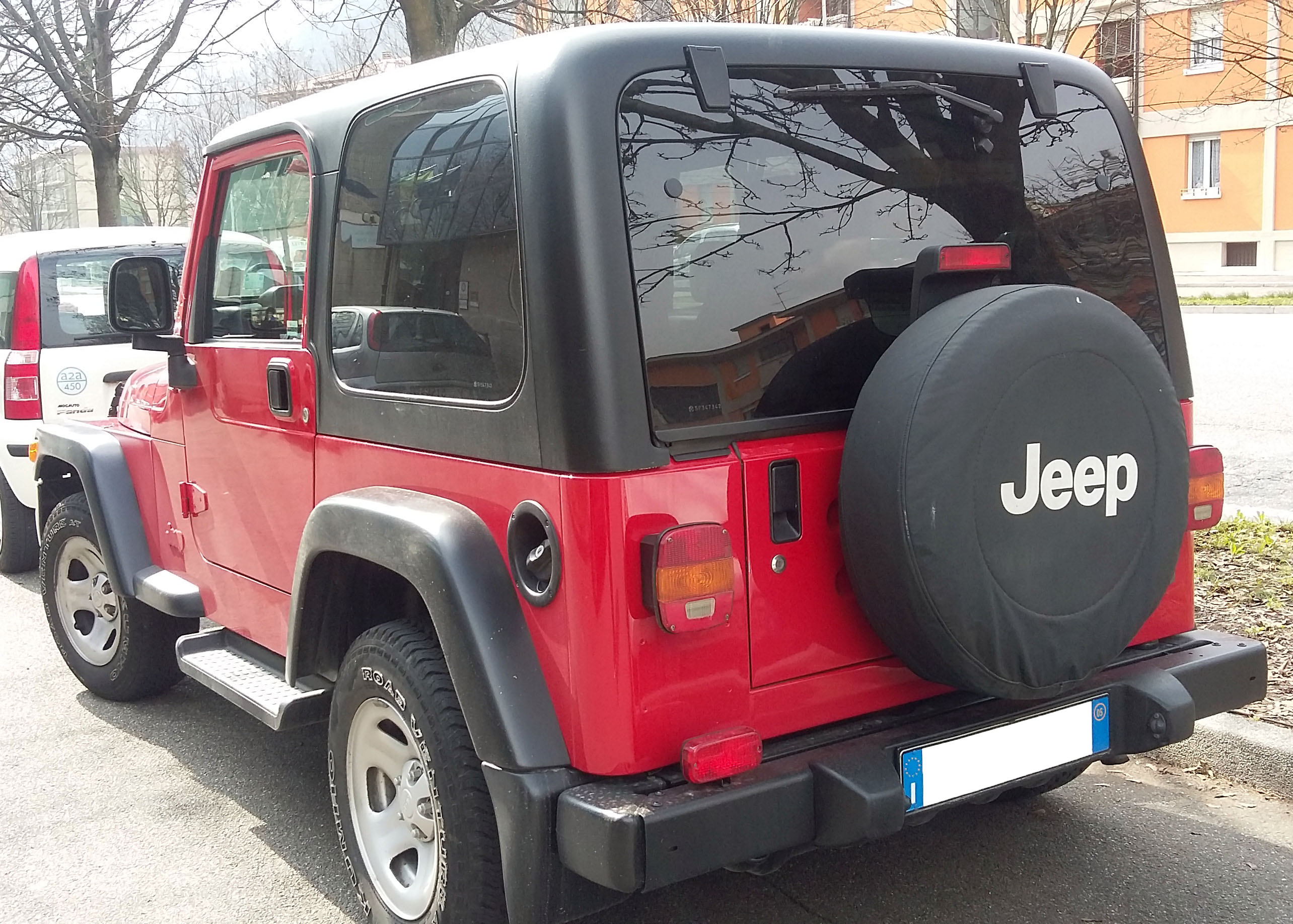
Arrière

## Troisième génération (JK: 2007 - 2018)

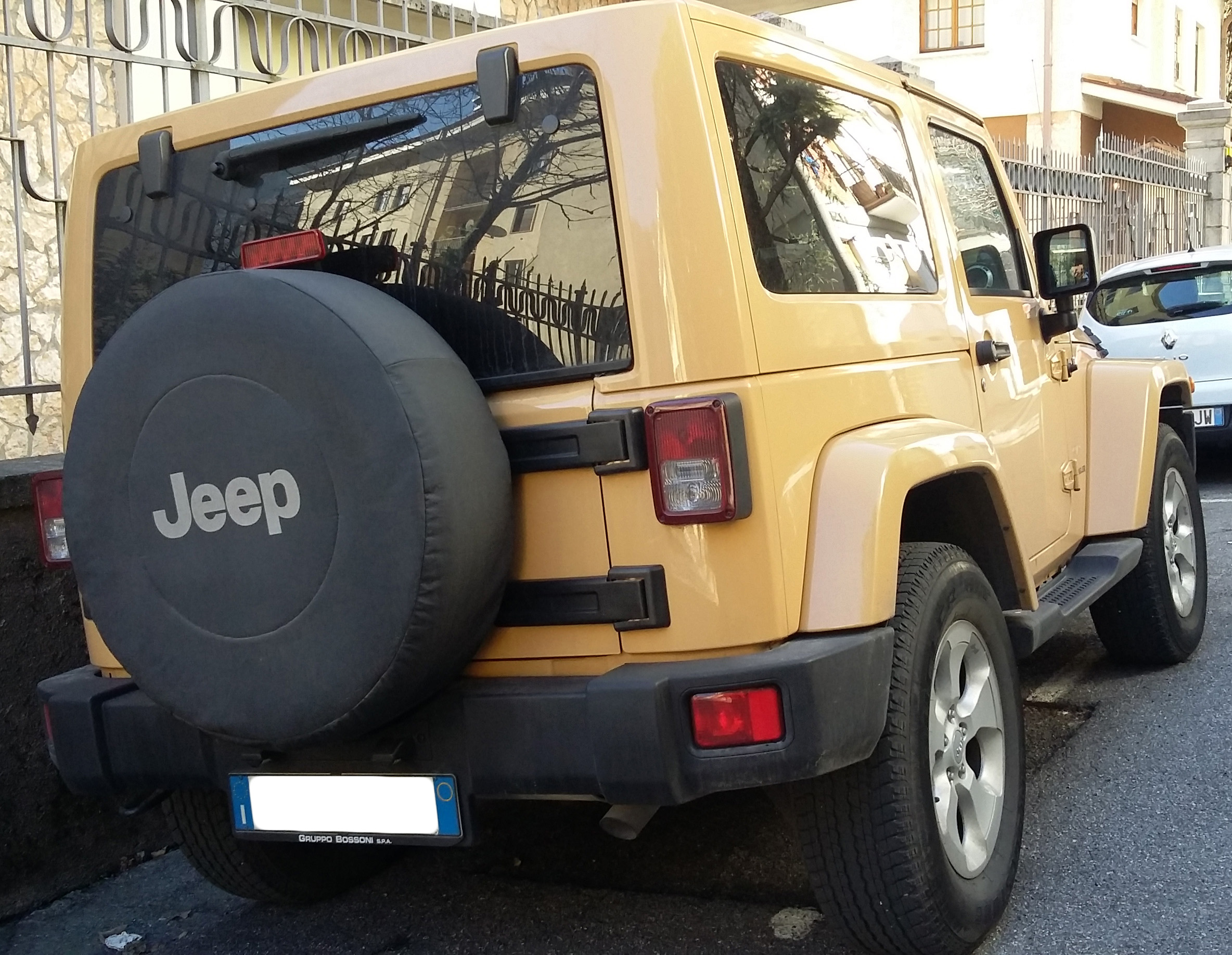
Jeep Wrangler JK, arrière

La version JK de la Wrangler est introduite en 2007. Il s'agissait d'une refonte complète, à la fois pour les modèles 2 et 4 portes, avec un empattement plus grand. La philosophie de baroudeur 4x4 est un peu mise de côté au profit des qualités routières qui se veulent plus proches d'un SUV moderne. Cette orientation ne fut pas forcément appréciée des puristes. La version 2 portes se vend dans les niveaux X, Sahara et Rubicon, qui sont les mêmes pour la version 4 portes Unlimited. Encore une fois, un certain nombre de véhicules à conduite à droite ont été produits à l'usage des postes, car ils leur ont permis de sortir de la voiture sans risque d'être touchés par la circulation.
En décembre 2016, Jeep dévoile une série limitée de son Wrangler basée sur la version Unlimited, la Nautic, équipée d'une planche de surf et vendue à 80 exemplaires.

### Finitions
- Sport
- X
- Sahara
- Rubicon
- Neil Young

### Séries spéciales
- Nautic
- Moab
- Artic
- XIII
- Willys
- Mountain
- Golden Eagle
- JK Edition
- Platinum
- X-Edition[6]

## Quatrième génération (JL: 2018 - )
La quatrième génération de la Wrangler est présentée en novembre 2017. La commercialisation débute en septembre 2018. 
La Wrangler JL accueille un nouveau diesel, le 4-cylindres 2,2 L de 200 ch. Celui-ci remplace le 2,8 L CRD de 200 ch. Esthétiquement, ce Wrangler est doté d'une nouvelle calandre. Les anneaux sont à présent plus anglés, les deux situés aux extrêmes sont déformés par les phares. 
Elle arrive en 5e position au concours de la « plus belle voiture de l'année 2018. »
Jeep présente la version restylée de la Wrangler le 7 avril 2023 au salon de New York.

### Technologies
Cette quatrième génération profite de nouvelles technologies : désormais, la Wrangler est équipée de phares 100 % à diodes, de la surveillance des angles morts et de la boîte automatique à 8 rapports. 

### Gladiator

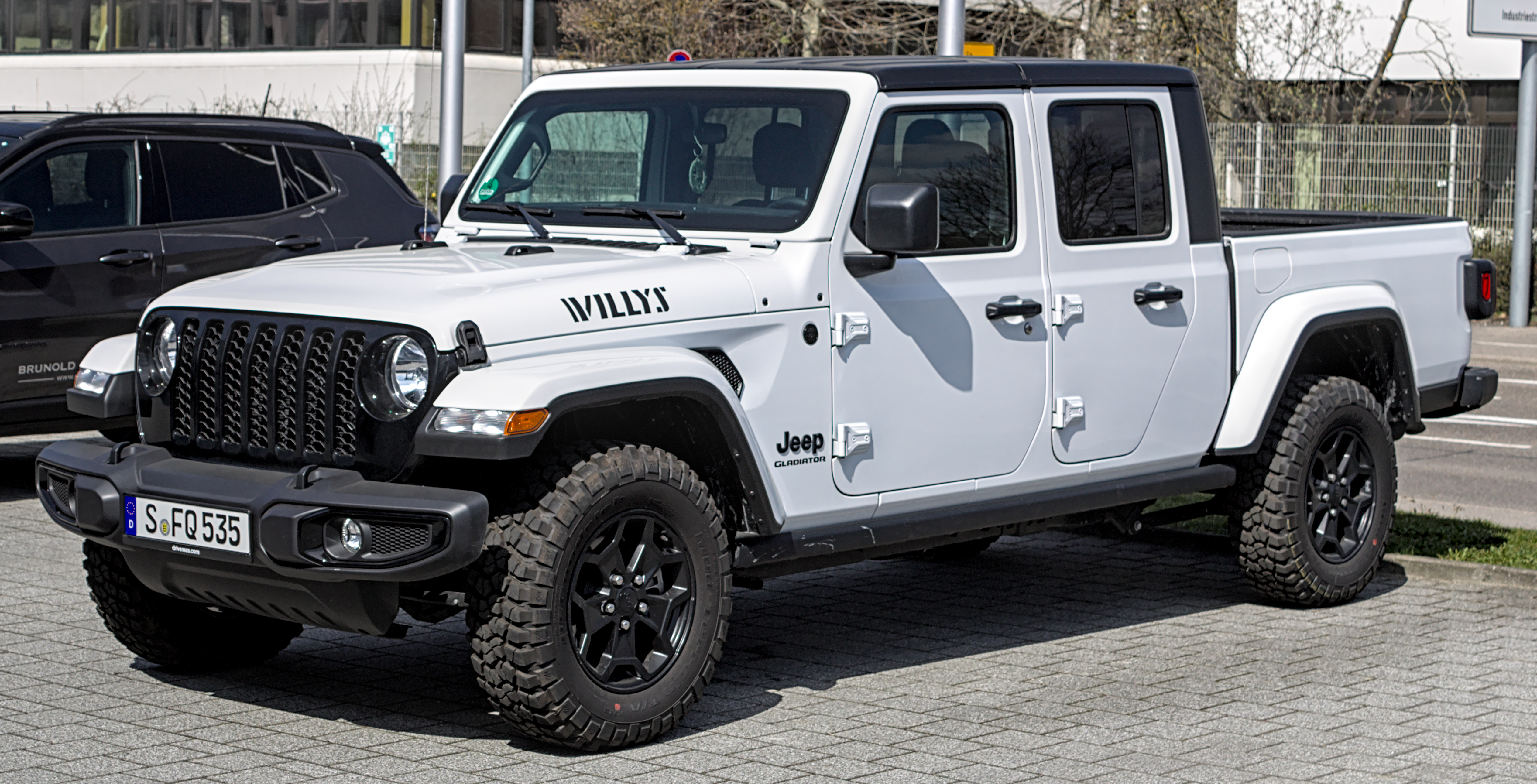
Jeep Gladiator

En novembre 2018, Jeep présente au salon de Los Angeles 2018 la version pick-up du Wrangler, le Gladiator. Il est basé sur la version Unlimited 5 portes dont l'empattement a augmenté de 50 cm. Il mesure 5,18 mètres et bénéficie d'une benne arrière d'une capacité de 725 kg de charge utile. Le Gladiator repose sur un châssis en échelle et possède quatre roues motrices chaussée de roues de 33 pouces. Il est commercialisé en Europe à partir de 2020.
Le Gladiator est préfiguré par le Jeep Gladiator concept présenté au salon de Détroit (NAIAS) 2004.

### 4xe

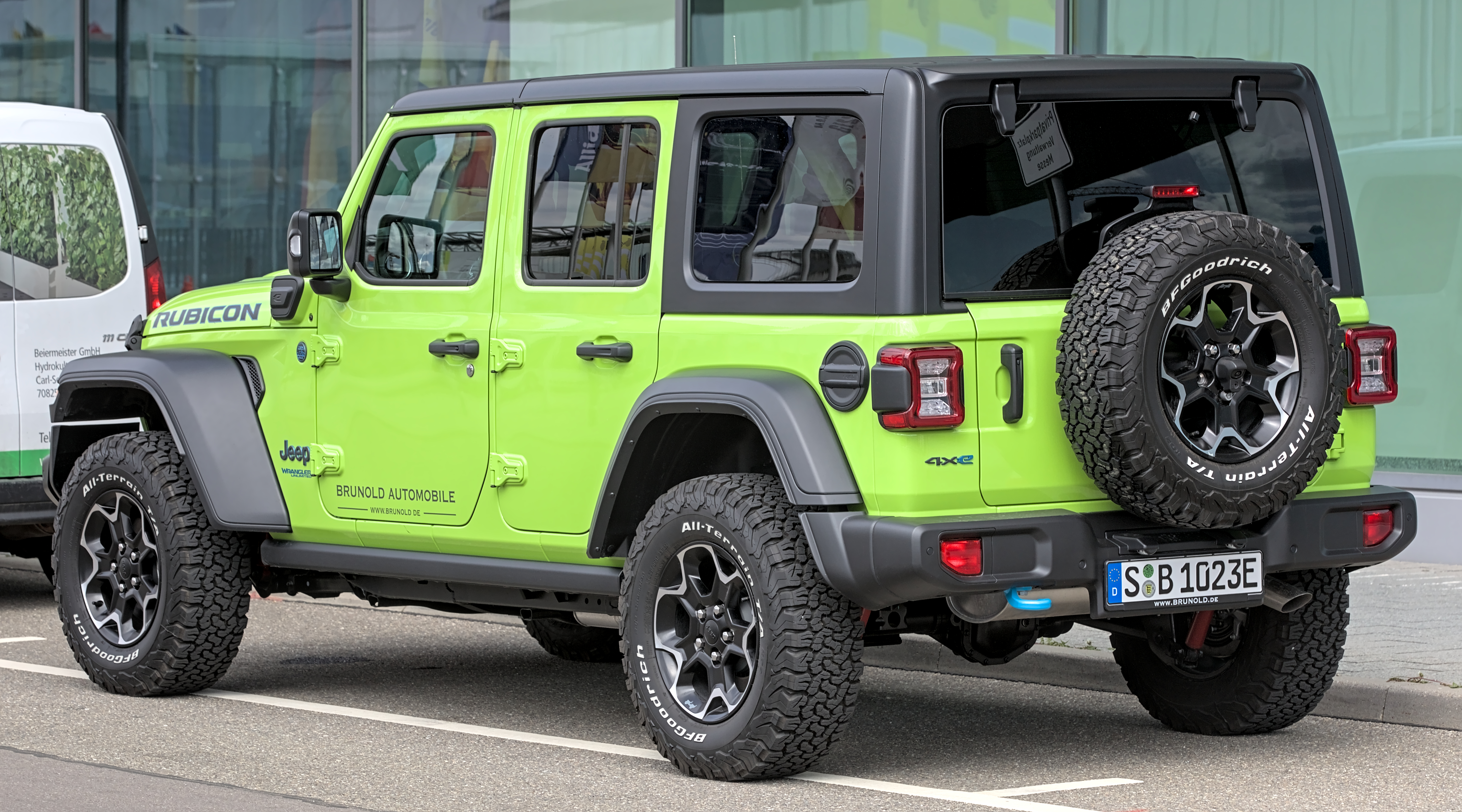
4xe, arrière

En 2020, la Jeep Wrangler reçoit une version hybride rechargeable nommée Wrangler 4xe, dotée d’un moteur 2 litres, 4 cylindres turbo de 272 chevaux et assistée par un moteur électrique de 145 ch pour délivrer une puissance combinée de 380 chevaux et 637 N m de couple maximum.

### Série spéciale
- 80th Anniversary[13].